# Sphaerechinus granularis
Sphaerechinus granularis är en sjöborreart som först beskrevs av Jean-Baptiste Lamarck 1816.  Sphaerechinus granularis ingår i släktet Sphaerechinus och familjen Toxopneustidae. Inga underarter finns listade i Catalogue of Life.

## Bildgalleri

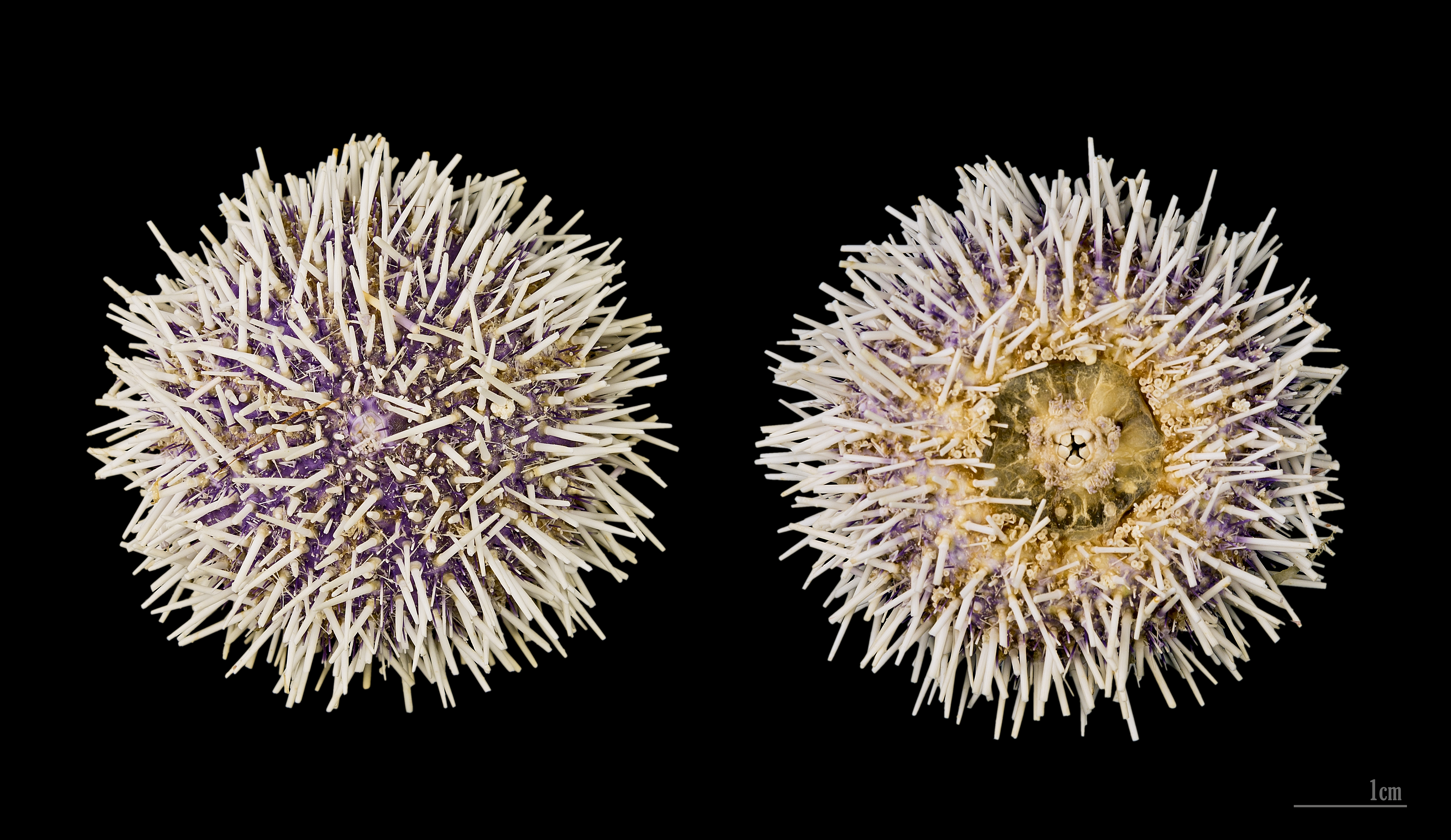
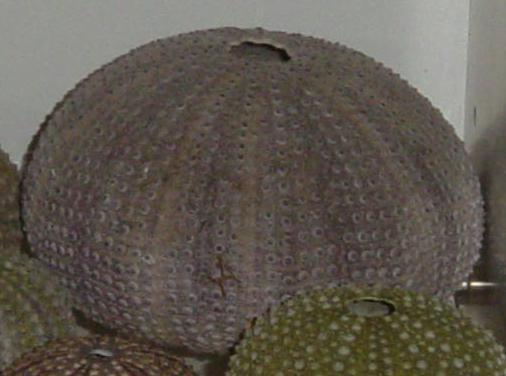
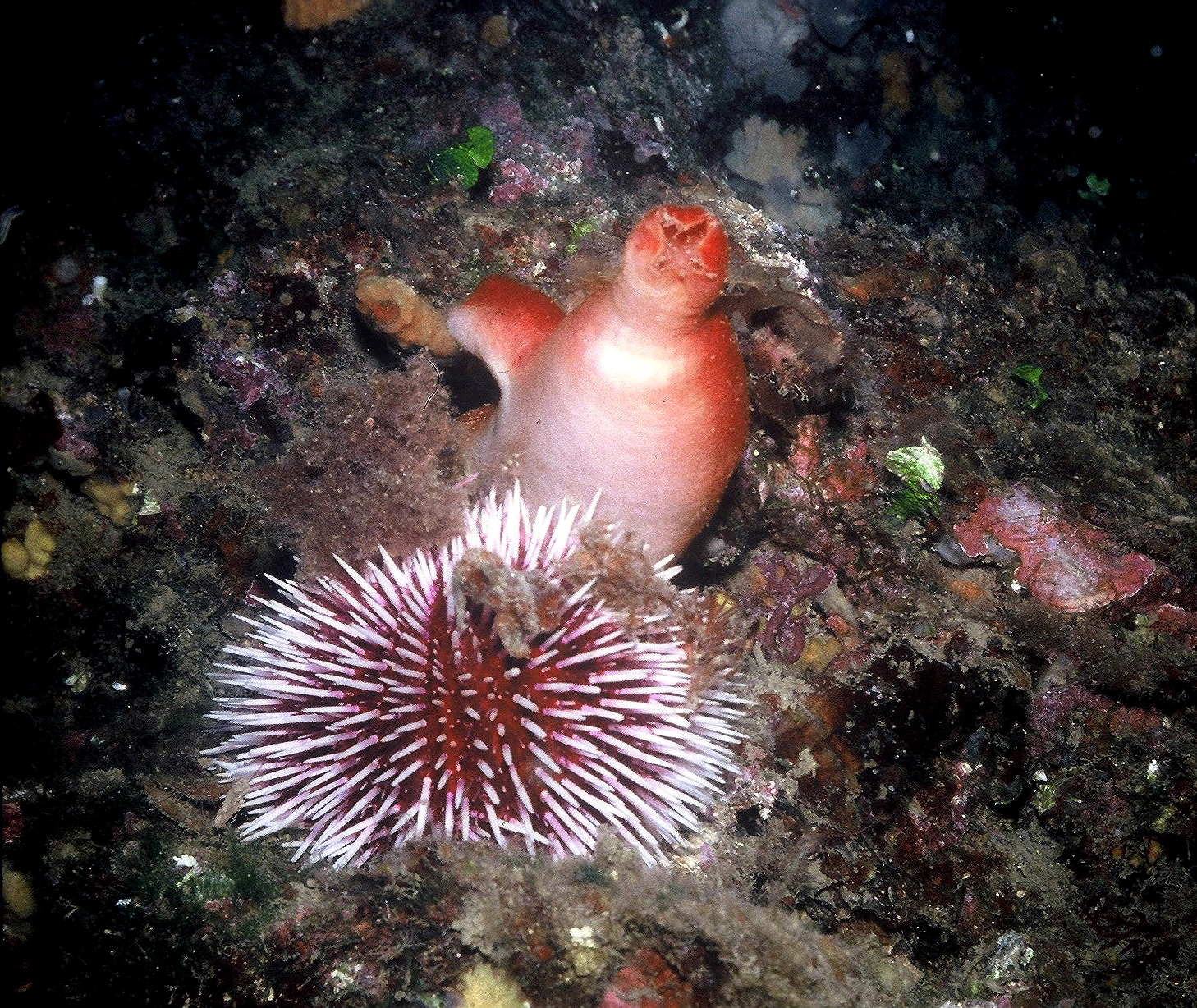
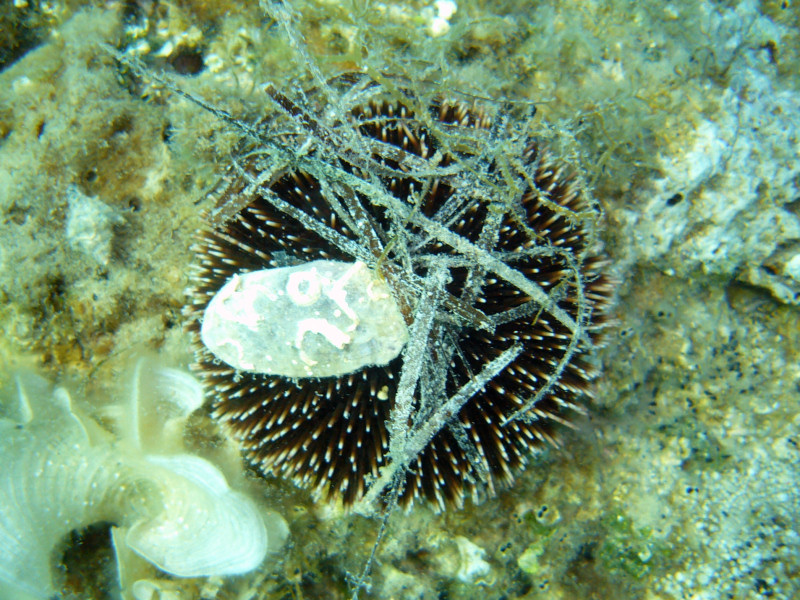